# Freddie Hooghiemstra
George Alfred (Freddie) Hooghiemstra (De Bilt, 7 augustus 1931 - Rijswijk, 21 oktober 1990) was een Nederlands hockeyinternational. Hij nam eenmaal deel aan de Olympische spelen, maar won hierbij geen medailles.
Hij werd met het Bilthovense SCHC in 1959 Nederlands kampioen.
Freddie Hooghiemstra kwam 43 keer uit in het nationale team en was onder andere actief tijdens de Olympische Spelen van 1960 te Rome, waar hij met Nederland de negende plaats behaalde.
Wim de Beer · 
Patrick Buteux van der Kamp · 
Carel Dekker · 
Thom van Dijck · 
Jan-Willem van Erven Dorens · 
Frans Fiolet · 
Jan van Gooswilligen · 
Egbert de Graeff · 
Freddie Hooghiemstra · 
Jaap Leemhuis · 
Gerard Overdijkink · 
Gerrit de Ruiter · 
Theo Terlingen · 
Theo van Vroonhoven · 
Hans Wagener · 
Eddie Zwier · 
Coach: Jan Anjema